# Berchișești
Berchișești è un comune della Romania di 2 851 abitanti, ubicato nel distretto di Suceava, nella regione storica della Bucovina.
Il comune è formato dall'unione di 2 villaggi: Berchișești e Corlata.
Berchișești è divenuto comune autonomo nel 2004, staccandosi dal comune di Drăgoiești.